# Stuck Inside of Mobile with the Memphis Blues Again
Pistes de Blonde on Blonde
I Want You
(5) Leopard-Skin Pill-Box Hat
(7)
Stuck Inside of Mobile with the Memphis Blues Again est une chanson de Bob Dylan figurant sur l'album Blonde on Blonde, sorti en 1966.